# Conophis
Conophis is een geslacht van slangen uit de familie toornslangachtigen (Colubridae) en de onderfamilie Dipsadinae.

## Naam en indeling
De wetenschappelijke naam van de groep werd voor het eerst voorgesteld door Wilhelm Peters in 1860. Er zijn drie soorten, inclusief de pas in 2002 wetenschappelijk beschreven soort Conophis morai.

### Soorten
Het geslacht omvat de volgende soorten, met de auteur en het verspreidingsgebied.
| Naam              | Auteur                                   | Verspreidingsgebied                                                                             | Beschermingsstatus |
| ----------------- | ---------------------------------------- | ----------------------------------------------------------------------------------------------- | ------------------ |
| Conophis lineatus | Duméril, Bibron & Duméril, 1854          | Mexico, Guatemala, Honduras, Belize, Nicaragua, Costa Rica, mogelijk in Colombia en El Salvador |                    |
| Conophis morai    | Perez-Higareda, Lopez-Luna & Smith, 2002 | Mexico                                                                                          |                    |
| Conophis vittatus | Peters, 1860                             | Mexico, Guatemala                                                                               |                    |

## Verspreiding en habitat
De soorten komen voor in delen van Midden-Amerika en leven in de landen Mexico, Guatemala, Honduras, Belize, Nicaragua, Costa Rica en mogelijk in Colombia en El Salvador. De habitat bestaat uit tropische en subtropische bossen, zowel vochtige laaglandbossen als droge bossen. Ook in door de mens aangepaste streken zoals weilanden kunnen de dieren worden aangetroffen.

## Beschermingsstatus
Door de internationale natuurbeschermingsorganisatie IUCN is aan alle soorten een beschermingsstatus toegewezen. Twee soorten worden beschouwd als 'veilig' (Least Concern of LC) en een als 'onzeker' (Data Deficient of DD).